# Hell Yeah! (album KMFDM)
Hell Yeah!  – dwudziesty album studyjny niemieckiego zespołu industrialnego KMFDM. Wydawnictwo ukazało się 18 sierpnia 2017 roku nakładem wytwórni muzycznej earMUSIC.

## Opis
Album Hell Yeah! został wydany 18 sierpnia 2017 roku. Utwór Rip the System v. 2.0 jest nawiązaniem do piosenki z albumu UAIOE z 1989 roku.

## Lista utworów
| Nr  | Tytuł utworu               | Długość |
| --- | -------------------------- | ------- |
| 1.  | „Hell Yeah”                | 5:05    |
| 2.  | „Freak Flag”               | 4:50    |
| 3.  | „Oppression 1/2”           | 0:41    |
| 4.  | „Total State Machine”      | 4:24    |
| 5.  | „Oppression 2/2”           | 0:31    |
| 6.  | „Murder My Heart”          | 4:28    |
| 7.  | „Rip the System V. 2.0”    | 4:49    |
| 8.  | „Shock”                    | 4:33    |
| 9.  | „Fake News”                | 4:20    |
| 10. | „℞ 4 the Damned”           | 3:40    |
| 11. | „Burning Brain”            | 4:41    |
| 12. | „Only Lovers”              | 4:01    |
| 13. | „Glam, Glitz, Guts & Gore” | 5:02    |
|     |                            | 51:05   |

## Twórcy albumu
- Sascha Konietzko – gitara basowa (1–9, 11–13), perkusja (1–5, 7, 9–13), syntezator (1–13), śpiew (1–2, 4–13), produkcja
- Lucia Cifarelli – śpiew (2, 5, 6, 8–10, 12), produkcja
- Andy Selway – perkusja
- Brute! – oprawa graficzna
- Alexander Mertsch – layout
- Benjamin Lawrenz, Chris Harms – miksowanie, mastering
- Franz Schepers – zdjęcia

## Listy sprzedaży
| Lista                                      | Kraj              | Pozycja |
| ------------------------------------------ | ----------------- | ------- |
| Billboard 200. Top Dance/Electronic Albums | Stany Zjednoczone | 14      |